# Llaman a la puerta (película)
Llaman a la puerta (título original en inglés: Knock at the cabin) es una película de terror psicológico apocalíptico estadounidense de 2023 escrita y dirigida por M. Night Shyamalan.
Está protagonizada por
Dave Bautista,
Jonathan Groff,
Ben Aldridge y
Rupert Grint.
La película está basada en la novela de 2018 The cabin at the end of the world, de Paul G. Tremblay, y fue la primera adaptación de una de las obras de este escritor. Shyamalan escribió el guion a partir de un borrador inicial de Steve Desmond y Michael Sherman.
En la película, una familia de tres está de vacaciones en una cabaña remota, pero de repente cuatro extraños los toman como rehenes y les exigen que sacrifiquen a uno de los suyos para evitar el apocalipsis.
Knock at the cabin se estrenó en la ciudad de Nueva York en el Rose Hall el 30 de enero de 2023 y fue estrenada en cines en los Estados Unidos el 3 de febrero de 2023 por Universal Pictures. La película recibió críticas generalmente positivas de los críticos y ha recaudado 54 millones de dólares en todo el mundo.

## Argumento
Wen (Kristen Cui), de siete años, está de vacaciones con sus padres, Eric (Jonathan Groff) y Andrew (Ben Aldridge), en su remota cabaña en la zona rural de Pensilvania. Mientras atrapa saltamontes, un extraño llamado Leonard (Dave Bautista) se acerca a Wen. Inicialmente encantador, explica que necesita la ayuda de Wen y sus padres para salvar el mundo. Sin embargo, mientras Wen y Leonard pasan tiempo juntos atrapando saltamontes, ella comienza a sospechar cuando aparecen otras tres personas con armas improvisadas. Wen huye para advertir a Eric y Andrew, pero los visitantes irrumpen en la cabaña y los atan, y Eric sufre una conmoción cerebral.
Leonard y sus compañeros, Sabrina (Nikki Amuka-Bird), Adriane (Abby Quinn) y Redmond (Rupert Grint), afirman que nunca se habían visto antes de este día y que no tienen intención de dañar a la familia. Sin embargo, en la última semana, han sido impulsados por visiones y una fuerza desconocida para encontrar a la familia.
El grupo prevé un inminente apocalipsis bíblico en el que Leonard afirma que se extenderá una pandemia, los océanos se elevarán, el cielo caerá y la oscuridad envolverá el mundo. La única forma de evitar esto es que la familia sacrifique a uno de los suyos. Se les advierte que, aunque sobrevivirán al apocalipsis, si no toman una decisión, serán las últimas personas vivas. Eric y Andrew sospechan que el grupo está mintiendo y que el ataque está motivado por la homofobia.
Cuando la familia se niega a tomar una decisión, los visitantes sacrifican a Redmond cubriendo su cabeza con un paño y golpeándolo hasta matarlo con sus armas antes de que Leonard lo decapite. Eric, conmocionado, ve una figura de luz mientras Redmond muere. En la televisión, los informes de los medios muestran megatsunamis devastadores, que Leonard declara que es el comienzo del apocalipsis. Andrew reconoce a Redmond, cuyo nombre real sería Rory O’Bannon, un homófobo que lo había agredido en un bar años antes, lo que llevó al encarcelamiento de Rory. Andrew cree que Rory lo rastreó para vengarse.
Leonard, Sabrina y Adriane cuestionan la suposición de Andrew y lidian con su culpa, pero aún se aferran a sus visiones. Revelan que la muerte de Redmond ha desatado el primer desastre. Al día siguiente, los intrusos sacrifican a Adriane mientras la familia sigue indecisa. Los desastres continúan mientras un virus mortal de la gripe, al que los más niños son particularmente vulnerables, se propaga por todo el mundo.
Andrew insiste en que los desastres son una coincidencia y que los visitantes esperaban una transmisión de noticias programada previamente. Sabrina describe cómo sus visiones llevaron a ella y a los otros visitantes a encontrarse en línea. Andrew escapa, recupera su arma de su auto y dispara a Sabrina hasta que ella huye. Mientras Leonard está siendo retenido a punta de pistola, Sabrina irrumpe en la casa y Andrew le dispara fatalmente. Eric y Andrew luego encierran a Leonard en el baño. Leonard engaña a Andrew para que ingrese en el baño haciéndole creer que escapó por la ventana y luego lo domina y le roba el arma.
Leonard decapita a Sabrina y la transmisión muestra accidentes aéreos espontáneos que ocurren en todo el mundo. Encuentra la billetera de Redmond y le demuestra a Leonard que Redmond era el homófobo Rory. Andrew, herido por su ataque y con los neumáticos cortados, cree que los cuatro llegaron en un camión cercano y sugiere que lo usen para escapar. Al darse cuenta de que su tiempo casi ha terminado, Leonard lleva a los tres a la cubierta trasera mientras el cielo se oscurece. Leonard les informa de que después de su muerte, solo tendrán unos minutos para tomar una decisión, antes de cortarse la garganta.
Tras su muerte, un rayo provoca incendios y más aviones se estrellan. Eric ahora cree que los eventos son reales y que los intrusos representan a los Cuatro Jinetes del Apocalipsis. No queriendo que Wen crezca en un mundo destruido, Eric se ofrece como sacrificio. Él revela que durante el sacrificio de Redmond, tuvo una visión de Andrew y una Wen mayor. Eric siente que su familia fue elegida para hacer el sacrificio porque su amor era puro. De mala gana, Andrew dispara y mata a Eric antes de que caiga un rayo, incendiando la cabaña.
Andrew y Wen encuentran la camioneta de los visitantes con pertenencias que corroboran sus historias. Conducen hasta un restaurante abarrotado cercano, donde ven noticias que confirman que los desastres han disminuido.
Volviendo a la camioneta, la radio se enciende y toca "Boogie shoes" de KC and the Sunshine Band, lanzada en 1975, la canción que la familia había cantado en su viaje a la cabaña.

## Reparto
- Dave Bautista como Leonard
- Jonathan Groff como Eric
- Ben Aldridge como Andrew
- Nikki Amuka-Bird como Sabrina
- Kristen Cui como Wen
- Abby Quinn como Adriane
- Rupert Grint como Redmond
- M. Night Shyamalan como presentador de un infomercial.

## Producción

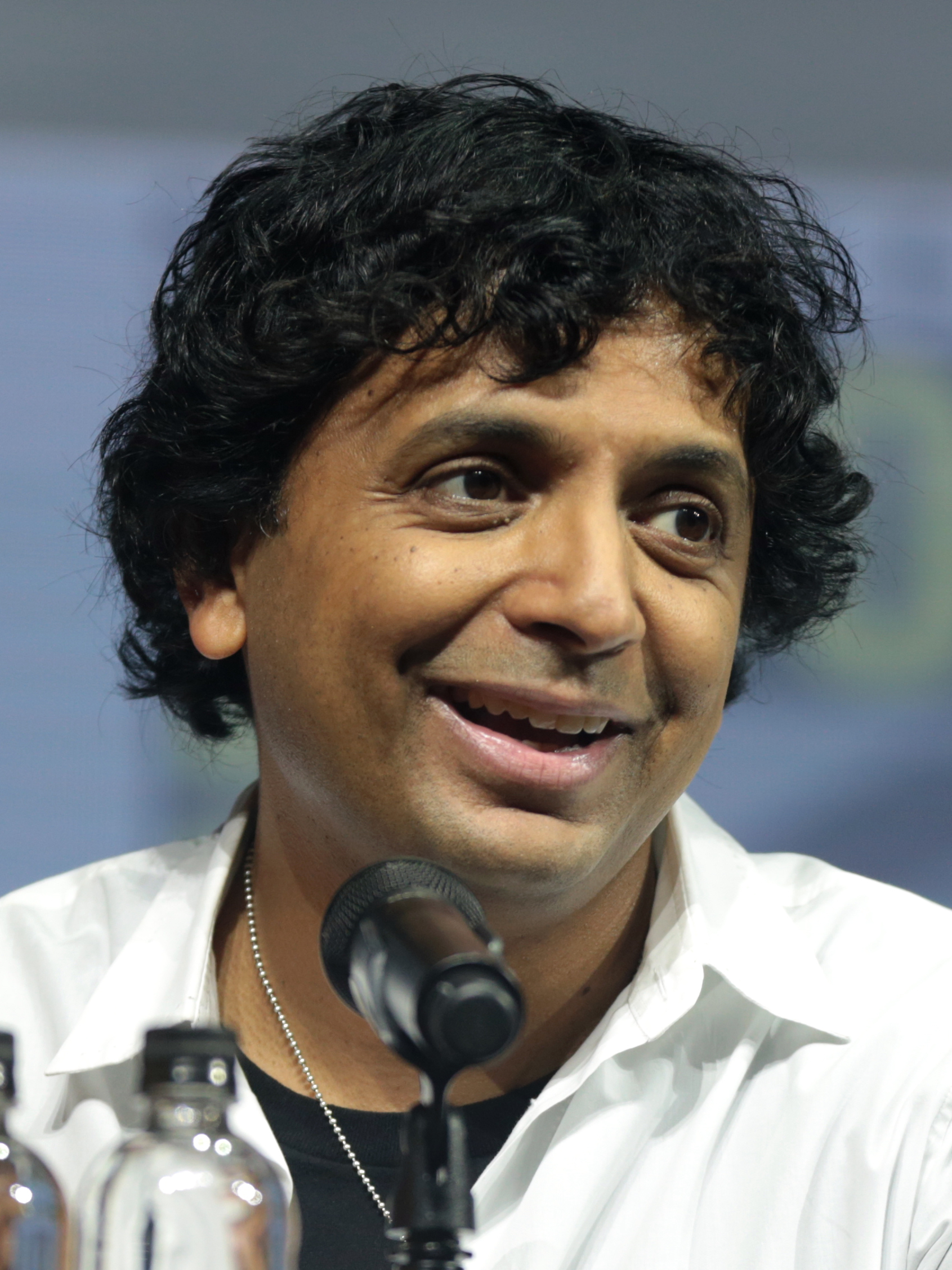
El escritor, director y productor M. Night Shyamalan.

Knock at the cabin es una adaptación de la novela de terror de 2018 The cabin at the end of the world de Paul Tremblay, quien había firmado una opción con FilmNation Entertainment a fines de 2017, antes de la publicación del libro, y tuvo que mantener en secreto que la película se basó en una de sus novelas hasta julio de 2022.
Los sitios web The Black List y GLAAD List enumeraron el borrador inicial de Steve Desmond y Michael Sherman como uno de los guiones no producidos más populares de 2019.
Mientras que otro director estuvo brevemente adjunto, M. Night Shyamalan leyó el guion original y se interesó en producir. Más tarde, Shyamalan reescribió el guion y se unió para dirigir el proyecto como parte de la asociación de dos películas entre Universal Pictures y su productora Blinding Edge Pictures.
Old (2021) fue la primera película en ese acuerdo, siendo Knock at the cabin la segunda.
El primer borrador se completó a la mitad en julio de 2021 y el título se reveló en octubre.
Shyamalan dijo que el guion fue el más rápido que había escrito en su carrera.
Los cástines se anunciaron desde diciembre de 2021 hasta julio de 2022. Incluyeron a Dave Bautista,
Rupert Grint, Nikki Amuka-Bird,
Ben Aldridge, Jonathan Groff,
y Abby Quinn.
Shyamalan citó la actuación de Bautista en Blade Runner 2049 (2017) como la razón por la que quería que protagonizara Knock at the Cabin.
La fotografía principal tuvo lugar en el condado de Burlington, Nueva Jersey, del 19 de abril al 10 de junio de 2022, con los directores de fotografía Jarin Blaschke y Lowell A. Meyer.
Shyamalan filmó la película con lentes de la década de 1990 para darle un aspecto de "thriller de la vieja escuela".
Durante la postproducción, Herdís Stefánsdóttir compuso la banda sonora.
La película recibió una calificación R de la Motion Picture Association por "violencia y lenguaje", lo que la convierte en la segunda película de Shyamalan en recibir esa calificación después de The Happening (2008).

## Estreno
Knock at the Cabin se estrenó en la ciudad de Nueva York en Rose Hall el 30 de enero de 2023.
La película fue estrenada en cines el 3 de febrero de 2023 por Universal Pictures.
El estreno se fijó originalmente para el 17 de febrero antes de adelantarse dos semanas para evitar la competencia con Ant-Man and the Wasp: Quantumania.